# Santa Catarina (Caldas da Rainha)
Santa Catarina es una freguesia portuguesa del municipio de Caldas da Rainha y en la región Oeste, con 19,98 km² de superficie y 3029 habitantes (2011). Su densidad de población es de 151,6 hab/km². 
Santa Catarina fue sede de municipio entre 1349 y 1834. Sus principales actividades económicas, aparte la agricultura, son la cuchillería y la marroquinería. En su patrimonio histórico-artístico destacan la iglesia matriz, el pelourinho y la fuente o chafariz.